# 717
Évszázadok: 7. század – 8. század – 9. század
Évtizedek: 660-as évek – 670-es évek – 680-as évek – 690-es évek – 700-as évek – 710-es évek – 720-as évek – 730-as évek – 740-es évek – 750-es évek – 760-as évek
Évek: 712 – 713 – 714 – 715 –  716 – 717 – 718 – 719 – 720 – 721 – 722

## Események

### Bizánci Birodalom
- Márciusban III. León bevonul Konstantinápolyba és lemondatja a tehetetlen (korábban adótisztviselő volt, egy felkelés során került a trónra) III. Theodoszioszt. León trónra lépésével véget ér a Bizánci Birodalom húszéves anarchiája. Theodoszioszt és fiát kolostorba vonultatja (lehetséges, hogy a volt császárból lesz később Epheszosz püspöke)
- Az arabok Maszlama ibn Abd al-Malik vezetésével 80 ezres sereget küldenek Konstantinápoly bevételére. Maszlama Pergamonból Abüdoszba vonul, átkel a Hellészpontoszon és ostromgyűrűbe fogja a várost, amely azonban a Boszporuszon keresztül továbbra is kap utánpótlást.
- Szeptemberben Szulejmán tengernagy vezetésével megérkezik a hatalmas, 1800 hajóból álló muszlim flotta. Támadását a bizánciak azonban görögtűz segítségével elhárítják ás lánccal lezárják az Aranyszarv-öblöt. Az év hátralevő részében az arabok ostromzár alatt tartják Konstantinápolyt, ám az év végére elfogynak a készleteik és a szokatlanul hideg, havas téltől is sokat szenvednek. A táborukban kitörő járványtól is tömegesen pusztulnak.
- Az ősz során az a hír érkezik Szicíliára, hogy Konstantinápoly elesett. Bazileiosz Onomagulosz kormányzó ennek hallatán császárrá kiáltja ki magát. León császár katonákat küld Szicíliára, ahol a lázadók leteszik a fegyvert, Bazileioszt pedig lefejezik.

### Európa
- A Frank Birodalomban Martell Károly betör Neustriába és Vincynél legyőzi II. Chilperic király seregét. A király és Ragenfrid majordomus Párizsba menekül, ahová Károly követi őket, majd - mivel nincs felkészülve a város ostromára - visszatér Kölnbe. Plectrudis régens megadja magát és zárdába vonul, a kiskorú Theudoald (Károly unokaöccse, akit nagyanyja, Plectrudis majordomussá kiáltott ki) pedig Károly védelme alatt nőhet fel.
- Martell Károly a Meroving-dinasztiába tartozó IV. Chlothart kiáltja ki királlyá (II. Chilperic ellenében) és lemondatja Rigobert reimsi érseket, hogy székét Milo trieri érseknek adja. Ezt követően kiűzi a birodalomból a fosztogató frízeket és szászokat.
- Meghal Paolo Lucio Anafesto, Velence első dózséja. Utóda Marcello Tegalliano.
- Nechtan mac Der-Ilei pikt király egyházreformot hajt hajt végre országában és elűzi Iona szigetéről az ennek ellenálló papokat.
- Petronax szerzetes elkezdi újjászervezni a longobárdok által lerombolt Monte Cassinó-i apátságot.

### Omajjád Kalifátus
- A Szíriában pusztító járványba belehal Ajjúb, Szulejmán kalifa legidősebb fia és kijelölt örököse. A kalifa is megbetegszik és halálos ágyán (mivel második fia, Davúd Konstantinápoly ostromában vett részt és nem lehetett tudni él-e még, többi gyereke pedig túl fiatal volt) unokatestvérét, Omar ibn Abd al-Azízt nevezi ki utódjának.
- Al-Hurr ibn Abd al-Rahmán andalúziai kormányzó először kel át a Pireneusokon, hogy betörjön Septimaniába.

### Japán
- Megalapítják a Hósi rjokant, a világ második legrégebbi, máig működő fogadóját.

## Születések
- III. Childeric, frank király
- Rábia l-Adavíja, szúfi misztikus nő

## Halálozások
- szeptember 24. – Szulejmán, omajjád kalifa
- I. Eadwulf, northumbriai király
- Paolo Lucio Anafesto, velencei dózse

## Fordítás
- Ez a szócikk részben vagy egészben  a(z)   717 című angol Wikipédia-szócikk ezen változatának fordításán alapul.  Az eredeti cikk szerkesztőit annak laptörténete sorolja fel. Ez a jelzés csupán a megfogalmazás eredetét és a szerzői jogokat jelzi, nem szolgál a cikkben szereplő információk forrásmegjelöléseként.